# 朴章洵
朴章洵（韓語：박장순，1968年4月10日—），韩国男子摔跤运动员。他曾代表韩国参加1988年、1992年和1996年夏季奥林匹克运动会摔跤比赛，获得一枚金牌和二枚银牌。他也曾参加1990年和1994年亚洲运动会。